# Lyncée de Samos
Pour les articles homonymes, voir Lyncée.
Lyncée de Samos est un poète comique et grammairien grec du IVe siècle av. J.-C.

## Notice historique
Originaire de Samos, il est l'élève du philosophe péripatéticien Théophraste, prétendument descendant d'Alcibiade, frère de Douris de Samos et rival de Ménandre, à qui il survit et consacre un ouvrage. Il semble qu'il ait été meilleur grammairien qu'auteur comique. L’histoire conserve quelque titres de ses pièces, grâce à Athénée et la Souda ; une seule de ses pièces est citée avec un fragment qui nous est parvenu : Le Centaure (en grec ancien Κένταυρος / Kéntauros). Lyncée est l’auteur de livres de cuisine grecque, à l’instar de d’Archestrate ou encore Mithécos, et un autre sur la manière d’acheter le poisson, en faveur d'un homme qui n'achetait que difficilement : Lyncée lui apprend ce qu'il doit dire, pour son utilité, à ces « assassins de poissonniers », et acheter ce qu’il voulait sans s'exposer à rien de fâcheux ; Athénée parle également d’un ouvrage intitulé Apophtegmes.